# Adolf Betz
Adolf Betz (* 11. Mai 1897 in Pirmasens; † 9. August 1970 ebenda) war ein deutscher Politiker (KPD). Er war von 1927 bis 1929 Mitglied des ZK der KPD.

## Leben
Der Angestellte Betz trat 1918 der USPD bei und gehörte 1920 zu den Mitgründern der KPD-Ortsgruppe in Pirmasens. Ab 1921 war er dort Ortsvorsitzender und Mitglied der Bezirksleitung Pfalz der KPD. Betz gehörte mit der Mehrheit der Bezirksleitung Pfalz zu den Ultralinken, dann zur Weddinger Opposition. Er war im September 1926 Mitunterzeichner des „Briefes der 700“. Auf dem XI. Parteitag der KPD in Essen (2.–7. März 1927) wurde Betz als pfälzischer Vertreter der Weddinger Opposition in die Politische Kommission und ins ZK gewählt. Er trennte sich jedoch bereits auf der ZK-Tagung am 8./9. Dezember 1927 offiziell von der Weddinger Opposition und ging zur Thälmann-Mehrheit über. Der XII. Parteitag der KPD in Berlin-Wedding (9.–12. Juni 1929) wurde Betz nicht mehr ins ZK gewählt. Ab 1929 war er beim „Neuen Deutschen Verlag“ in Essen angestellt. 1933 wurde er entlassen und befand sich zwischen Februar und November 1933 in „Schutzhaft“ in Duisburg. Anschließend arbeitslos war er ab 1935 als Schuhwarenhändler in Essen tätig, ab 1940 als Angestellter bei Krupp in Essen.
Im Oktober 1945 kehrte er nach Pirmasens zurück, wo er Leiter der Feststellungsbehörde bei der Stadtverwaltung wurde. Er war Kreisvorsitzender der KPD, Mitglied der Bezirksleitung Pfalz sowie der engeren Landesleitung der KP Hessen-Pfalz. Von 1946 bis 1948 war er Stadtrats- und Kreistagsmitglied und 1946/47 zugleich Dritter Bürgermeister der Stadt Pirmasens sowie Mitglied der Beratenden Landesversammlung Rheinland-Pfalz und schließlich von 1947 bis 1951 Mitglied des Rheinland-Pfälzischen Landtages. Im Landtag war er Mitglied im Flüchtlingsausschuss/Hilfsausschuss für zugewanderte Personen, Hauptausschuss, Haushalts- und Finanzausschuss, Sozialpolitischem Ausschuss/Sozialpolitik und Flüchtlingsfragen. Ab 1947 war er zudem Mitglied der Landesleitung Rheinland-Pfalz der KPD sowie Lizenzträger und Gesellschafter der Zeitung „Neues Leben“ in Ludwigshafen am Rhein. Der Landtag wählte Betz 1949 zum Mitglied der ersten Bundesversammlung. Ab 1950 war er Mitglied des Bezirkstages Pfalz und Schriftführer ebendort.